# Amijellinae
Amijellinae es una subfamilia de foraminíferos bentónicos de la familia Hauraniidae, de la superfamilia Pfenderinoidea, del suborden Orbitolinina y del orden Loftusiida. Su rango cronoestratigráfico abarca desde el Pliensbachiense (Jurásico inferior) hasta el Coniaciense (Cretácico superior).

## Discusión
Clasificaciones previas asignaban los géneros de Amijellinae a diferentes familias (Cyclamminidae, Spirocyclinidae y Hottingeritidae) de la superfamilia Loftusioidea, y los incluían en el suborden Textulariina o en el orden Textulariida o en el Orden Lituolida.

## Clasificación
Amijellinae incluye a los siguientes géneros:
- Alveosepta †
- Alzonella †
- Alzonorbitopsella †
- Amijiella †
- Anchispirocyclina †
- Bostia †
- Ijdranella †
- Kastamonina †
- Palaeocyclammina †
- Pseudocyclammina †
- Redmondellina †
- Spiraloconulus †

Otros géneros considerados en Amijellinae son:
- Iberina †, aceptado como Anchispirocyclina
- Iranica †, aceptado como Amijiella
- Limognella †, aceptado como Spiraloconulus
- Spiroconulus †, aceptado como Spiraloconulus
- Trematocyclina †, aceptado como Anchispirocyclina